# Aprotinin
Aprotinin (Trasylol, Bayer), je mali protein inhibitor goveđeg pankreatičkog tripsina, ili BPTI, koji inhibira tripsin i srodne proteolitičke enzime. Pod prodajnim imenom Trasylol, aprotinin je korišten kao lek za redukovanje krvarenja tokom kompleksnih operacija, kao što su operacije srca i jetre. Njegovo glavno dejstvo je usporavanje fibrinolize, procesa koji dovodi do razlaganja krvnih ugrušaka. Svrha njegove primene je smanjenje potrebe za transfuzijama krvi tokom operacija, kao i oštećenja organa usled hipotenzije (niskog krvnog pritiska). Lek je privremeno povučen sa tržišta 2007, nakon što je ustanovljeno da njegova primena povišava rizik od komplikacija i smrti, što je potvđeno naknadnim studijama. Prodaja trasilola je obustavljena maja 2008, izuzev za veoma ograničenu istraživačku upotrebu. Februara 2012, naučni odbor Evropske medicinske agencije (EMA) je poništio svoj prethodni stav o aprotinina, i preporučio je ukidanje suspenzije primene ovog leka.

## Literatura
- Hardman JG, Limbird LE, Gilman AG (2001). Goodman & Gilman's The Pharmacological Basis of Therapeutics (10. изд.). New York: McGraw-Hill. ISBN 0071354697. doi:10.1036/0071422803.
- Thomas L. Lemke; David A. Williams, ур. (2007). Foye's Principles of Medicinal Chemistry (6. изд.). Baltimore: Lippincott Willams & Wilkins. ISBN 0781768799.

## Spoljašnje veze
|  | Molimo Vas, obratite pažnju na važno upozorenje u vezi sa temama iz oblasti medicine (zdravlja). |